# Умут Наїр
Умут Наїр (тур. Umut Nayir, нар. 28 червня 1993, Кайсері) — турецький футболіст, нападник клубу «Пендікспор».
Виступав, зокрема, за клуб «Анкарагюджю», а також національну збірну Туреччини.

## Клубна кар'єра
Народився 28 червня 1993 року в місті Кайсері. Вихованець юнацьких команд футбольних клубів «Альбайра» та «Анкарагюджю».
У дорослому футболі дебютував 2012 року виступами за команду «Анкарагюджю», в якій провів три сезони, взявши участь у 65 матчах чемпіонату. Більшість часу, проведеного у складі «Анкарагюджю», був основним гравцем атакувальної ланки команди. У складі «Анкарагюджю» був одним з головних бомбардирів команди, маючи середню результативність на рівні 0,43 гола за гру першості.
Згодом з 2015 року грав у складі команд «Османлиспор», «Єні Малатьяспор», «Гезтепе», «Анкарагюджю», «Бешикташ», «Бурсаспор», «Хайдук» (Спліт), «Гіресунспор», «Еюпспор», «Умранієспор» та «Фенербахче».
До складу клубу «Пендікспор» приєднався 2024 року. Станом на 20 січня 2024 року відіграв за команду з Пендіка 1 матч в національному чемпіонаті.

## Виступи за збірну
У 2023 році дебютував в офіційних матчах у складі національної збірної Туреччини.
| Дата      | Місто         | Господарі | Результат | Гості     | Турнір            | Голи | Примітки |
| --------- | ------------- | --------- | --------- | --------- | ----------------- | ---- | -------- |
| 25-3-2023 | Єреван        | Вірменія  | 1 – 2     | Туреччина | Відбір до ЧЄ 2024 | -    | 85'      |
| 28-3-2023 | Бурса (місто) | Туреччина | 0 – 2     | Хорватія  | Відбір до ЧЄ 2024 | -    | 81'      |
| 16-6-2023 | Рига          | Латвія    | 2 – 3     | Туреччина | Відбір до ЧЄ 2024 | -    |          |
| 19-6-2023 | Самсун        | Туреччина | 2 – 0     | Уельс     | Відбір до ЧЄ 2024 | 1    | 45'      |
| Усього    |               | Матчів    | 4         |           | Голів             | 1    |          |